# برتی روزیر
برتی روزیر (انگلیسی: Bertie Rosier; ۲۱ مارس ۱۸۹۳ – ۱۴ فوریهٔ ۱۹۳۹) بازیکن فوتبال اهل بریتانیا بود.
از باشگاه‌هایی که در آن بازی کرده‌است می‌توان به باشگاه فوتبال برنتفورد، باشگاه فوتبال ساوتند یونایتد، باشگاه فوتبال فولام، و باشگاه فوتبال لیتون اورینت اشاره کرد.